# Canton de Montluçon-Sud
Le canton de Montluçon-Sud est une ancienne division administrative française située dans le département de l'Allier et la région Auvergne.
Le nom officiel du canton est Montluçon-Sud (3e Canton), souvent abrégé, soit en canton de Montluçon-Sud, soit en canton de Montluçon-3 (ne pas confondre avec le canton actuel).

## Histoire
Canton créé en 1973.
Supprimé en mars 2015 à la suite du redécoupage des cantons du département : Néris-les-Bains est rattachée au canton de Montluçon-3 ; Lavault-Sainte-Anne, Lignerolles et Teillet-Argenty au canton de Montluçon-4 ; la délimitation des cantons dans Montluçon est modifiée.

## Représentation
| Période         | Période          | Identité          | Étiquette           | Qualité                                                                                        |
| --------------- | ---------------- | ----------------- | ------------------- | ---------------------------------------------------------------------------------------------- |
| 1973            | 1976             | Guy Talbourdeau   | Soc. Ind.           | Architecte Adjoint au maire de Montluçon                                                       |
| 1976            | 1985             | Jacky Flouzat     | PCF puis Écologiste | Directeur du C.I.O. Adjoint à la Culture au Maire de Montluçon                                 |
| 1985            | 2004 (démission) | Jean Gravier      | UDF                 | Employé de banque Député de 1993 à 1997 Maire de Villebret (1977-2004)                         |
| 11 juillet 2004 | 2008             | Mireille Schurch  | App. PCF            | Professeur certifiée de physique-chimie Maire de Lignerolles (1995-2014) Sénatrice (2008-2014) |
| 2008            | 2015             | Bernadette Vergne | UMP                 | Infirmière en retraite Adjointe au maire de Montluçon                                          |

## Composition
Le canton de Montluçon-Sud (3e Canton) se composait d’une fraction de la commune de Montluçon et de quatre autres communes. Il comptait 15 789 habitants (population municipale) au 1er janvier 2012.
| Nom                   | Code Insee | Intercommunalité                          | Population (dernière pop. légale)               |
| --------------------- | ---------- | ----------------------------------------- | ----------------------------------------------- |
| Montluçon (chef-lieu) | 03185      | CA Montluçon Communauté                   | Fraction : 10 747(2012) Commune : 37 289 (2014) |
| Lavault-Sainte-Anne   | 03140      | CA Montluçon Communauté                   | 1 137 (2014)                                    |
| Lignerolles           | 03145      | CA Montluçon Communauté                   | 759 (2014)                                      |
| Néris-les-Bains       | 03195      | CC Commentry Montmarault Néris Communauté | 2 701 (2014)                                    |
| Teillet-Argenty       | 03279      | CA Montluçon Communauté                   | 570 (2014)                                      |

## Démographie
| 1975 | 1982 | 1990   | 1999   | 2006   | 2011   | 2012   |
| ---- | ---- | ------ | ------ | ------ | ------ | ------ |
| -    | -    | 16 828 | 16 359 | 16 601 | 15 602 | 15 789 |